# Biblioteka Aszurbanipala

Mapa wzgórza Kujundżyk w Niniwie, gdzie mieściła się cytadela z kompleksem pałacowo-świątynnym. Zaznaczone zostało położenie pałaców królewskich Sennacheryba (Pałac Południowo-Zachodni) i Aszurbanipala (Pałac Północny), gdzie odkryto archiwa tabliczek klinowych.

Biblioteka Aszurbanipala w Niniwie – założona przez asyryjskiego króla Aszurbanipala w połowie VII w. p.n.e.
Biblioteka została odkryta w dwóch fazach w czasie prac wykopaliskowych prowadzonych od 1849 roku przez Austena H. Layarda w Niniwie na wzgórzu Kujundżyk, które kryło w sobie pozostałości pałaców: Sennacheryba i Aszurbanipala. Kolekcja zawiera łącznie ponad 30 tys. glinianych tabliczek z obydwu pałaców. W wyniku zaniedbania pracowników Muzeum Brytyjskiego tabliczki odkryte w pałacu Sanheriba uległy wymieszaniu ze zbiorem odkrytym w 1852 w pałacu Aszurbanipala przez Hormuzda Rassama, dlatego nie można przyporządkować poszczególnych tabliczek do określonej biblioteki pałacowej któregoś z obu władców.
Biblioteka Aszurbanipala stanowi jeden z najstarszych zbiorów bibliotecznych w historii. Dzięki inicjatywie króla asyryjskiego zebrana została spuścizna kulturowa Babilonii i Asyrii zapisana w języku akadyjskim. Obecnie kolekcja znajduje się w Muzeum Brytyjskim.